# Maslakove, Troițke
Maslakove (în ucraineană Маслакове) este un sat în comuna Vivcearove din raionul Troițke, regiunea Luhansk, Ucraina.

## Demografie
Componența lingvistică a localității Maslakove
     Ucraineană (94,44%)
     Rusă (5,56%)
Conform recensământului din 2001, majoritatea populației localității Maslakove era vorbitoare de ucraineană (94,44%), existând în minoritate și vorbitori de rusă (5,56%).